# موزه یادبود میدان جنگ سکیگاهارا گیفو
موزه یادبود میدان جنگ سکیگاهارا گیفو (انگلیسی: Gifu Sekigahara Battlefield Memorial Museum) در سکیگاهارا، گیفو، استان گیفو، ژاپن در سال ۲۰۲۰ افتتاح شد. داستان نبرد سکیگاهارا در سال ۱۶۰۰ را روایت می‌کند و «جذابیت و شیفتگی» میدان جنگ را ترویج می‌کند. به عنوان یک مکان تاریخی ملی تعیین شده‌است.